# Roque del Este
El Roque del Este (en mapas antiguos, Racham) es uno de los islotes del archipiélago Chinijo, en el océano Atlántico, al norte de Lanzarote. Políticamente pertenece al municipio lanzaroteño de Teguise, en la provincia de Las Palmas, Canarias, España.

## Descripción
Se halla unos 12 km al nordeste de Lanzarote, representando el punto más al este del archipiélago canario. Al igual que el resto de las islas Canarias, su origen es volcánico, presentando una forma de L invertida. En su escasa superficie destacan dos alturas, situadas a ambos extremos del islote: la mayor, al norte, posee 84 m; la otra, al sur, no alcanza más de 63 m.
El Roque del Este forma parte de los espacios protegidos del parque natural del Archipiélago Chinijo y de la reserva natural integral de Los Islotes.